# Темп (стадіон, Київ)
Спортивний комплекс — стадіон «Темп» (Київ) — стадіон знаходиться у Святошинському районі (вул. Авіаконструкторська, 10А) міста Києва, трибуни розраховані на 3000 сидячих глядачів (обладнано 15 місць для людей з інвалідністю). Основне поле — 105х68 з газонним покриттям. Стадіон «Темп» приймав професійні футбольні матчі другої ліги ФК «Динамо-3» у 1997—2000 роках, першої ліги та кубку ФК Динамо-2 у 1997 році.  Балансоутримувачем є ЦСПК «Спорт для всіх».
Капітальний ремонт стадіону розпочато у 2017 році на замовлення Святошинської адміністрації (голова — Володимир Каретко) у 2017 році. За проектом: будівництво футбольного поля 94×54 м з системою штучного покриття, будівництво 2 футбольних полів 40х20, трибуни на 42 місця, облаштування тренерських, 2 роздягалень та вбиралень, ремонт глядацьких трибун, зовнішнє освітлення центрального футбольного поля та додаткових полів, сектори легкої атлетики — для стрибків у висоту, для стрибків у довжину, бігові доріжки з поліуретановим покриттям (Isomat), майданчик для тренувань всесезонного використання, майданчик для тренувань 10х17 зі штучним покриттям, майданчик для тренувань (волейбол, баскетбол).
Поруч зі стадіоном розташовані тенісні корти «АНТЕЙ».